# Bedrijf Geneesmiddelen Voorziening Suriname
Het Bedrijf Geneesmiddelen Voorziening Suriname (BVGS) is een Surinaams staatsbedrijf. Het werd op 4 februari 1983 opgericht en importeert en distribueert medicijnen, farmaceutische grondstoffen en medische verbruiksartikelen voor alle ziekenhuizen en apotheken in Suriname. Daarnaast richt de BVGS zich op de verwerking van medisch en farmaceutisch afval.
Tijdens de tekorten aan medicijnen in 2020 had het bedrijf te kampen met een tekort aan buitenlandse valuta. De regering loste deze op via een lening van de International Islamic Trade Finance Corporation (ITFC), de financiële werkarm van de Islamitische Ontwikkelingsbank. De schaarste in medicamenten werd onder meer veroorzaakt door de gestegen koers van de Amerikaanse dollar.
In juli 2021 werd Maaltie Sardjoe benoemd tot directeur van het BGVS.